# Spongia pertusa
Spongia pertusa är en svampdjursart som beskrevs av Hyatt 1877. Spongia pertusa ingår i släktet Spongia och familjen Spongiidae. Inga underarter finns listade i Catalogue of Life.